# Ланц (Пригниц)
Ланц (нем. Lanz) — община в Германии, в земле Бранденбург.
Входит в состав района Пригниц. Подчиняется управлению Ленцен-Эльбталауэ. Население составляет 825 человек (на 31 декабря 2010 года). Занимает площадь 59,99 км².
Коммуна подразделяется на 6 сельских округов.
| Год  | Население |
| ---- | --------- |
| 2005 | 905       |
| 2010 | 840       |